# Vandeae
Vandeae (de Vanda) é uma tribo da subfamília Epidendroideae da familía Orchidaceae. Esta tribo contém 1 700 - 2 000 espécies em mais de 150 gêneros. São epífitas, e ocorrem em regiões tropicais da Ásia, África e Oceania (incluindo ilhas do Pacífico). Seus exemplares mais conhecidos são os gêneros Phalaenopsis e Vanda.

## Subtribos
Vandeae é composta por duas subtribos de plantas monopodiais e uma de simpodiais:
- Angraecinae: plantas monopodiais. Estudos moleculares de 2006, mostraram que as subtribos Angraecinae e Aerangidinae são polifiléticas e indivisíveis, com gêneros e espécies bastante misturados entre as duas de modo que, para tornarem-se monofiléticas, deveriam ser unificadas com o nome de Angraecinae. De modo que esta subtribo é formada por 55 gêneros e 715 espécies de plantas de flores com nectário longo e duas políneas, em sua grande maioria africanas ou de Madagascar, Mascarenhas e Comores, com apenas dois gêneros na América tropical. Os membros que pertenciam à subtribo Aerangidinae apresentam rostelo alongado, os que pertenciam a Angraecinae têm rostello com forma de avental.[1]

- Aeridinae: plantas monopodiais com rostelo inteiro, pequeno calcar formado no labelo e duas ou quatro políneas. São 103 gêneros e 1253 espécies provenientes da Ásia, Austrália e poucas na África, que formam um grupo monofilético.[2]

- Polystachyinae: plantas simpodiais pantropicais.